# Tenerife
Tenerife (tiếng Tây Ban Nha: [teneˈɾife]) là đảo lớn nhất và đông dân nhất quần đảo Canaria (còn gọi là Canarias). Đây cũng là đảo đông dân nhất của Tây Ban Nha, với diện tích đất 2.034,38 kilômét vuông (785 dặm vuông Anh) và 898.680 dân, 43% tổng dân số quần đảo Canaria. Tenerife là đảo lớn nhất và đông dân nhất Macaronesia.
Khoảng 5 triệu khách du lịch viếng thăm Tenerife mỗi năm, nhiều nhất Canarias. Nó là một trong các điểm du lịch quan trọng nhất Tây Ban Nha và thế giới. Tenerife còn là nơi tổ chức một trong các carnival lớn nhất.
Nơi này có hai sân bay, sân bay Tenerife Norte và sân bay Tenerife Sur, và cũng là trung tâm kinh tế quần đảo. Thảm họa sân bay Tenerife, trong đó hai máy bay chở khách Boeing 747 đâm vào nhau, làm 583 người chết, là tai nạn hàng không tồi tệ nhất lịch sử.
Santa Cruz de Tenerife là thủ phủ và là nơi đặt hội đồng đảo (cabildo insular). Thành phố này còn là thủ phủ của cộng đồng tự trị Canaria (đồng phủ phủ với Las Palmas). Từ năm 1833 đến 1927, Santa Cruz de Tenerife là thủ phủ duy nhất. Năm 1927, chính phủ Tây Ban Nha quyết định hai thành phố cùng là thủ phủ. Santa Cruz bao gồm Auditorio de Tenerife hiện đại, biểu tượng kiến trúc của quần đảo Canary. La Laguna từng là thủ phủ Canarias trước khi Santa Cruz thay thế nó năm 1833. Đại học La Laguna; thành lập năm 1792 tại San Cristóbal de La Laguna, là đại học lâu đời nhất quần đảo Canaria.
Vườn quốc gia Teide, một di sản thế giới, nằm ở vùng trung Tenerife, có Teide, đỉnh núi là điểm cao nhất Tây Ban Nha, điểm cao nhất của các hòn đảo Đại Tây Dương, và núi lửa lớn thứ ba thế giới tính từ gốc. Cũng nằm trên đảo, Macizo de Anaga, từ năm 2015, đã được công nhận là khu dự trữ sinh quyển UNESCO. Đây là nơi có số loài đặc hữu lớn.